# Eulepidotis schedoglauca
Eulepidotis schedoglauca là một loài bướm đêm trong họ Erebidae.